# Гусиная башня (Вордингборг)
Гусиная башня — единственная сохранившаяся угловая оборонительная башня замка Вордингборг на южной оконечности острова Зеландия. Самый первый в Дании памятник архитектуры, принятый под охрану государства (с 24 декабря 1808 года). Символ и «визитная карточка» современного города Вордингборг.
Вордингборгский замок был построен в 1175 году королем Дании Вальдемаром I как оборонительная крепость и база для совершения набегов на немецкое побережье Балтики. В 1360-х годах король Вальдемар IV Аттердаг существенно расширил его. Замок был окружён стеной длиной 770 метров и высотой 8 метров, имел 9 башен и до 12 полубашен. На то время Вординборгский замок был самым большим в Дании. Однако после поражения Дании во Второй Датско-ганзейской войне он начал постепенно терять своё военное значение и приходить в упадок.
Основная часть сильно обветшавших укреплений была снесена в 1665 году, когда на месте замка стали строить дворец в стиле барокко для принца Георга, сына короля Фредерика III. Однако Георг Датский никогда в нём не жил, до 1700 года здание пустовало, затем здесь разместили кавалерийские казармы, а ещё через 50 лет снесли и дворец. Кирпичи замка и дворца были использованы для строительства домов в Вординборге. Гусиная башня, которая при Вальдемаре IV служила архивом и сокровищницей королевского двора, сохранилась потому лишь, что в ней в ту пору была тюрьма.
Шестиярусная кирпичная башня имеет высоту 26 метров, не считая шпиля. Исходя из оборонительных функций башни, её стены, толстые внизу, становятся тоньше к вершине. Шпиль же за века неоднократно перестраивался. Современный десятиметровый, выполненный из меди, возведён в 1871 году.
Своим названием башня обязана золотому гусю, укреплённому на самой вершине шпиля. По преданию, он был посажен туда самим Вальдемаром IV Аттердагом как насмешка над Ганзейским союзом. Когда в 1362 году Ганза пошла на Копенгаген, Вальдемар IV получил от ганзейских городов 77 актов об объявлении войны. Это лишь позабавило его, мол, Ганза эта как птичий двор, а все угрозы их что гусиный гогот. Судьба того золотого гуся (если он и вправду существовал) доподлинно неизвестна. То ли после подписания Штральзундского мира ганзейцы забрали его как трофей и увезли в Любек; то ли Эрик Померанский захватил его с собой, когда убегал из Дании в 1439 году; то ли он покоится на дне морском. Современный же гусь, покрытый двухкилограммовой позолотой, установлен вместе со шпилем в 1871 году.
В XXI веке Гусиная башня, единственная полностью сохранившаяся замковая башня в Дании, является самым крупным экспонатом исторического музея, называемого Датский замковый центр. В 2004 году Национальный банк Дании выпустил памятную монету номиналом 20 датских крон с изображением башни на реверсе.